# Louis Heijermans

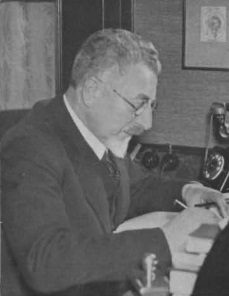
Louis Heijermans

Louis Heijermans (Rotterdam, 22 december 1873 – Amsterdam, 22 juli 1938) was een bewogen sociaal geneeskundige die veel werk heeft verricht om de gezondheid van de armen en arbeiders aan het begin van de 20e eeuw te bevorderen.

## Afkomst
Heijermans was de jongere broer van beeldend kunstenares Marie Heijermans, kinderboekenschrijfster Ida Heijermans en toneelschrijver Herman Heijermans. Hij kwam uit een gezin van elf kinderen. Zijn vader was redacteur bij de Nieuwe Rotterdamsche Courant en hoofdredacteur bij het liberale Zondagsblad. Op 12 december 1901 trouwde hij met Johanna Bastiana Filarski met wie hij 2 zoons en 2 dochters kreeg. Zoon Herman Louis Heijermans zou evenals hij jarenlang als arts werken bij de Amsterdamse GG&GD.

## Sociaal geneeskundige
Heijermans deed in 1899 artsenexamen aan de Universiteit van Amsterdam en werd assistent in het Nederlands-Israëlitisch Ziekenhuis.
Door een aantal ongevallen bij de nieuw gebouwde gasfabriek in zijn toenmalige woonplaats Watergraafsmeer ontstond bij Heijermans interesse in de toxicologie naast de invloed van werkomstandigheden, woonomstandigheden en voeding op de gezondheid. Heijermans pleitte voor verbetering van deze omstandigheden om preventief een ziekte als tuberculose te bestrijden, een ziekte die toen nog niet te behandelen was.
In tegenstelling tot zijn voorgangers L. Ali Cohen en S.S. Coronel was Heijermans politiek actief via de SDAP.
In 1901 verhuisde hij naar Amsterdam vanwege zijn benoeming tot gemeentearts. Hier pleitte hij voor de oprichting van arbeidersziekenfondsen en een betere beloning voor de ziekenfondsartsen. Hij publiceerde meerdere artikelen in de bladen De Nieuwe Tijd en De Socialistische Gids.
Zijn ‘magnum opus’ kwam uit in 1908: Handleiding tot de kennis der Beroepsziekten. Dit werk, geïllustreerd met 160 foto’s, geeft een waardevol beeld van arbeidsomstandigheden en beroepsziekten uit die tijd. In 1926 volgde een uitgebreidere herdruk.
In 1919 werd Heijermans directeur van de Gemeentelijke Geneeskundige Dienst en in 1923 realiseerde hij de fusie hiervan met de Gemeentelijke Gezondheidsdienst. Dit betekende een duidelijke verbetering in de samenwerking tussen beide diensten. De Amsterdamse GG&GD was daarmee een feit en hij gaf er als directeur in de jaren twintig en dertig verder vorm aan. Ook pleitte Heijermans sterk voor het tegen een goed salaris tewerkstellen van arbeiders met een beperking, ‘onvolwaardige arbeidskrachten’, hiermee de basis leggend voor de sociale werkvoorziening. Op 31 december 1937 ging hij met pensioen. In datzelfde jaar verscheen bij De Arbeiderspers de eerste druk van het door hem voor het Nederlandse taalgebied bewerkte boek Het sexuele leven van de mens van Fritz Kahn, dat een klassieker zou worden. 

## Heijermanslezing
De Heijermanslezingen die twee keer per jaar worden georganiseerd door het Nederlands Centrum voor Beroepsziekten in Amsterdam zijn naar hem genoemd. De voordrachten belichten de relatie tussen werk en gezondheid.